# Misaki, Okayama

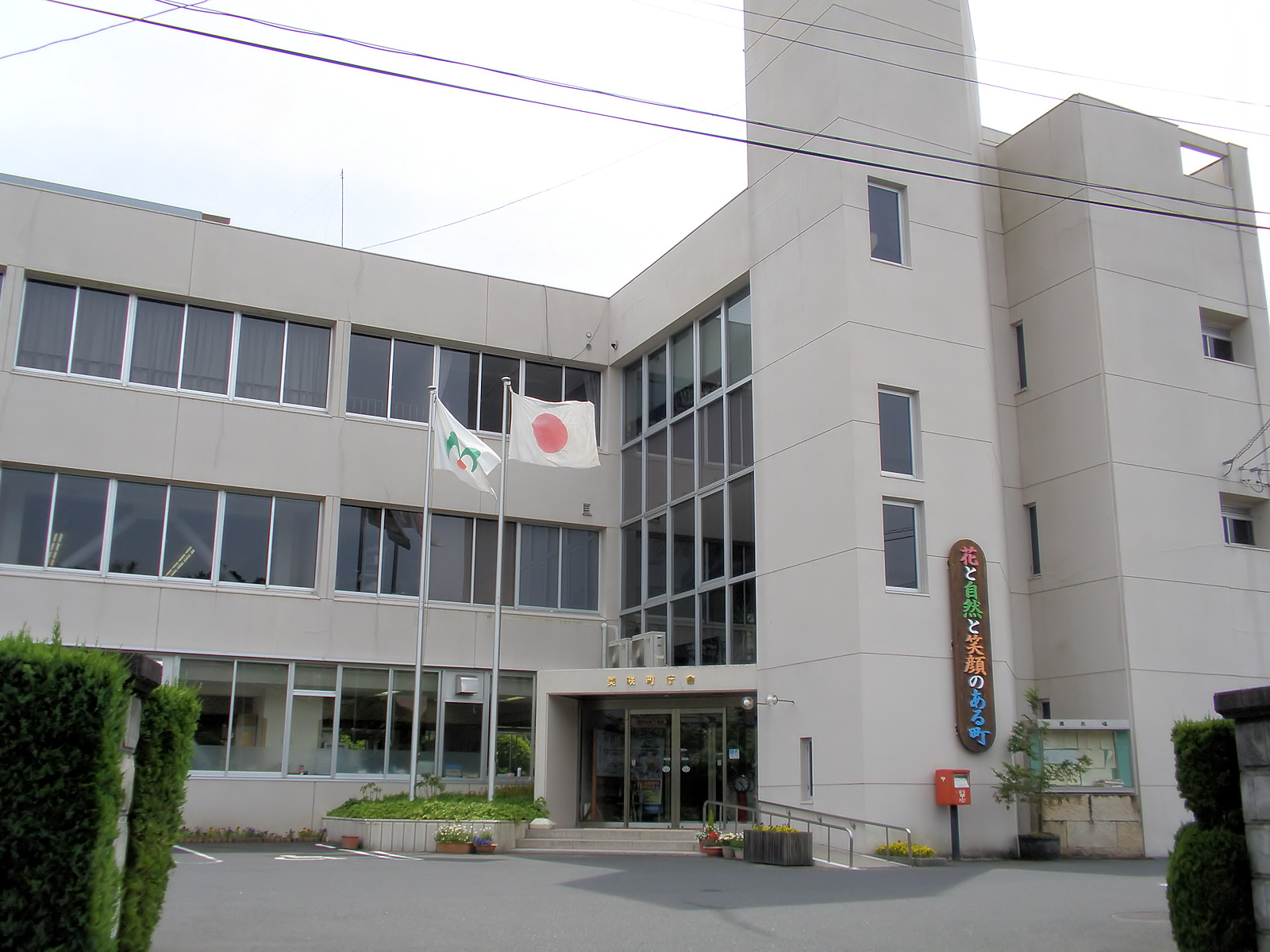
Tòa thị chính Misaki

Misaki (美咲町 Misaki-chō) là thị trấn thuộc huyện Kume, tỉnh Okayama, Nhật Bản. Tính đến ngày 1 tháng 10 năm 2020, dân số ước tính thị trấn là 13.053 người và mật độ dân số là 56 người/km2. Tổng diện tích thị trấn là 232,17 km2.